# جيف واتسون
جيف واتسون هو سياسي كندي، ولد في 25 مارس 1971 في وندسور في كندا. حزبياً، نشط في حزب المحافظين الكندي. وقد انتخب عضو مجلس العموم الكندي.